# Житије Светог Симеона од Стефана Првовенчаног
Житије Светог Симеона од Стефана Првовенчаног је житије српског великог жупана Стефана Немање - Светог Симеона (умро 1200. године), које је написао његов син и наследник, српски велики жупан и краљ Стефан Првовенчани (умро 1227. године). Житије представља једно од значајнијих дела српске средњовековне књижевности, а уједно се сматра и драгоценим историјским извором.
Поред Житија Светог Симеона од Стефана Првовенчаног, постоје и друга житија истог светитеља:
- Пролошко житије Светог Симеона, које је састављено почетком 13. века, са потоњим редакцијама.[6][7][8]
- Житије Светог Симеона од Светог Саве, које је написао први српски архиепископ Свети Сава.[9][10][11]
- Житије Светог Симеона од Доментијана, које је средином 13. века написао Доментијан Хиландарац.[12][13][14]

## Рукописи
Изворни рукопис (аутограф) Стефановог Житија Светог Симеона није сачуван. Најстарији сачувани препис потиче из прве половине 14. века и чува се у Националној библиотеци у Паризу. Нешто млађи, непотпуни препис из средине 15. века налази се у Горичком зборнику који је Никон Јерусалимац саставио за Јелену Лазаревић-Балшић, а данас се чува у Архиву САНУ у Београду.